# Miyada
Miyada (宮田村, Miyada-mura) est un village du district de Kamiina, dans la préfecture de Nagano au Japon.

## Géographie

### Démographie
Au 1er juin 2016, la population de Miyada s'élevait à 8 845 habitants répartis sur une superficie de 54,50 km2.

## Transports
Miyada est desservi par la ligne Iida de la JR Central.